# Engesvang
Engesvang er en stationsby i Midtjylland med 2.190 indbyggere  (2025), beliggende mellem Silkeborg og Ikast. Den ligger i Engesvang Sogn nær ved primærrute 13, der forbinder regionshovedbyerne Vejle og Viborg. Byen hører til Ikast-Brande Kommune og er beliggende i Region Midtjylland.
Engesvang har en dagligvareforretninger, benzintank, pizzeria/grillbar og to bilværksteder. Desuden en række frisører samt lægehus og tandlæge. Fra jernbanestationen er der tog hver time mod Herning og Skanderborg.

## Arbejdspladser og boliger
En af de største arbejdspladser er Midtfrost, som er et af de største frysehuse i Claus Sørensen-koncernen. Her er også Unitruck, Jessing Bænke, en virksomhed, der producerer tanke til industrien og JF Emballage, der producerer paller. LM Glasfiber har tidligere haft en stor produktion af møllevinger til vindmøller i byen, men koncernen flyttede ud og solgte bygningerne til Siemens, som herefter producerede møllevinger, dog med et mindre antal medarbejdere end den tidligere fabrik. Byen har en række håndværkere tilknyttet sit område, bl.a. murer-, tømrer- og elektrikervirksomhed.

Engesvang by består mest af parcelhuse. Der er ingen lokale ejendomshandlere, men EDC-mæglerne i Ikast har en butik på Jernbanegade. Der findes en lang række private udlejningsboliger i byen, ligesom Boligselskabet MidtVest i Ikast har rækkehuse. Ikast-Brande Kommune har et større udstykningsområde ved Peter Svinthsvej. Peter Svinthsvej er nu fuldt udbygget, og de første etaper af Emil Ernstvej er udstykket og bebygget. Boligområdet er meget eftertragtet på grund af nærheden til det rekreative område Holten og Bølling Sø.
 Kommunen har desuden principielt givet tilladelse til udstykning af nogle endnu mere attraktive, private grunde ved Kastanie Allé, men Naturklagenævnet har afvist tilladelsen. Det har fået borgmesteren til at udtale, at så ændrer man blot kommuneplanen ved næste revision i 2009. Eller i værste tilfælde først i 2010.

## Skoler og offentlig service
Engesvang har en lang række kommunale dagplejere, men ingen vuggestue. Engesvang Fritidshus er sognets daginstitution, organiseret som én enhed men med flere adresser. Der er tale om en aldersintegreret institution indeholdende børnehave og fritidshjem. Fritidsklubben og fritidshjemmet er placeret i tilknytning til Engesvang Skole. De øvrige afdelinger af fritidshuset er Fritidshuset på Birkevej, Landsbyen også på Birkevej samt Klosterlundgård.
Engesvang Skole har undervisning fra børnehaveklasse til 9. klasse i to spor. I tilknytning skolen er der ungdomsskole om aftenen med tilhørende ungdomsklub for 12 – 19-årige, og den benyttes af en stor del af byens unge. Ungdomsskolen har et orkester, der især har fokus på jazz og bigband-musik. Sammen med skolen ligger biblioteket, der fungerer både som skolebibliotek og filial af Ikast Folkebibliotek. I tilknytning til biblioteket ligger Engesvang Lokalhistoriske Arkiv med åbent for offentligheden tirsdag hver uge.
Nabo til skolen er ældrecentret Dybdalsparken. Her er en række plejeboliger samt dagcenter, hvor alle pensionister kan deltage i forskellige aktiviteter.
I samme område ligger Engesvang Hallen, som foruden idrætshal indeholder en mindre sal (scenen) samt en indendørs skydebane. Her er også klubhus for Engesvang Boldklub og Engesvang Fremad.
Engesvang Hallens bestyrelsen har nedsat en arbejdsgruppe, der er i gang med at søge midler til byggeriet af et multicenter, hvor man kombinerer idræt, kultur og sundhed.[kilde mangler]
Engesvang Friluftsbad, der er nordens ældste svømmebad (1930),[kilde mangler] har åbent maj – september og drives af en selvstændig org. med den kendte Jakob Østergaard som formand

## Kirke og kultur
Engesvang Kirke ligger i Gammel Engesvang, hvor også skolen lå indtil 1955. Den nuværende kirkes alter er bygget af sten fra en ældre kirke. Ved Engesvang Kirke ligger kirkens sognehus fra 2013 med mødelokaler og kontorer. På Aaboresvej (opkaldt efter Jens Peder Aaboe, der tog initiativ til opførelsen af kirken i 1897) ligger præsteboligen fra 2009. 
På Gl. Kongevej findes desuden kulturhuset Den Gamle Biograf - Engesvang, hvor der tidligere har været biograf. Huset lejes blandt andet ud til private fester, men foreningen Kulturens Venner laver også en række arrangementer. Foreningen laver mange forskellige arrangementer i kulturhuset, blandt andet fællesspisninger. Engesvang Musikforening har koret "EKKO", der øver hver anden torsdag. Desuden står foreningen bag en række musik-arrangementer.
Klosterlundgård på Kragelundvej indeholder Klosterlund museum og Naturcenter. Det er dels et museum med vægt på tørveindustrien og stenalder, og dels et aktivitetscenter for skoleklasser og andre grupper. Om sommeren arrangeres levende museum. Museet omfatter også det lille museum i Stenholt Skov, som indeholder en samling af fund fra stenalderbopladsen ved Klosterlund.
Byens største forening er Engesvang Boldklub, der har følgende aktiviteter: Fodbold, håndbold, badminton og gymnastik. For børn på 5-7 år er der minisport, der omfatter alle fritidsaktiviteter indenfor sport og spejder.  Engesvang Fremad en fodboldklub, der kun har voksne som medlemmer. KFUM-spejderne holder til i spejderhuset på Dahlsvej.
Engesvang Lokalhistoriske Forening har foredrag og lignende stort set en gang hver måned.
Engesvang Pensionistforening har arrangementer et par gange hver måned, blandt andet spil og hygge på Dybdalsparken. Foreningen arrangerer også en række udflugter hen over året.
Bording-Engesvang Jagtforening holder til i Engesvang. Engesvang Skyttekreds har skydning indendørs ved hallen om vinteren og udendørs på skydebanen ved Holten om sommeren. Engesvang Erhvervsforening er tilgængelig for lokale erhvervsfolk og sørger blandt andet for juleudsmykning og udlejning af flag-allé, ligesom foreningen to gange om året arrangerer kræmmermarked på festpladsen ved varmeværket.
2001 – 2006 blev der gennemført et større kulturprojekt, Korsveje.com, med deltagelse fra Engesvang, Kragelund og Funder sogne. Det kulminerede i august 2006 med en stor professionelt anlagt musical, der blev opført på en friluftsscene i Klode Mølle. Et nyt kulturprojekt – Vandskel – gennemførtes 2008 – 2010, og også det slutte med en musical, der skal opførtes på en scene på den nordlige side af Bølling Sø. I 2022 opførtes på Klosterlund Museum forestillingen "Krigens Øjeblikke", der bygger på lokale øjenvidneberetninger fra besættelsestiden 1940 - 1945.
Det lokale nyhedsblad for Engesvang-området er Midtjyllands Avis. Politisk findes der nu kun én vælgerforening i byen: Socialdemokraterne.
"Engesvang" erstatter "Rådhuspladsen"  i en ny udgave af brætspillet Matador.

## Natur
Engesvang ligger på kanten af det midtjyske morænelandskab. Her stoppede isen ved sidste istid og skabte et af de landskabshuller hvor vand i enorme mængder skyllede ud over Midt- og Vestjylland og gjorde området fladt. Fra Engesvang løber vandet både mod nord og vest ud i Karup Å-systemet og mod øst gennem Funder Å-dal ud i Gudenå-systemet.
Indtil cirka 1875 lå ved Engesvang, Bølling Sø, der var en af Danmarks højest beliggende. Søen blev udtørret i forsøget på at skabe landbrugsjord, men det blev aldrig en succes. Til gengæld gravede man tørv fra slutningen af 1800-tallet og frem til 1960'erne, hvilket gjorde det til en af landets vigtigste tørveområder. De sidste 30 år har der været arbejdet på at få genskabt Bølling Sø. Søen oversvømmer områder, hvor arkæologer har fundet mange spor af stenalderbopladser.
Bølling Sø er et meget yndet udflugtsmål, og der er altid mange mennesker, der går tur på den 12 kilometer lange sti rundt om søen, som er ganske lavvandet (max. 3 meter) og fyldt med pilebuske, der fortsat gror flere år efter vandet er steget. Der er et meget rigt fugleliv, og i sommeren 2007 var det ene af to steder i Danmark, hvor der ynglede sangsvaner. Dansk Ornitologisk Forening har nedsat en caretaker-gruppe, som holde nøje øje med fuglene og naturen i søen. Af hensyn til fuglelivet er to tredjedele af søen lukket for sejlads. På den nordlige tredjedel må man sejle med kajak, kano og robåd.

## Historie
Ved Klosterlund ligger Stenholt Skov, som er fredet. Det er en egeskov, der har eksisteret siden stenalderen, men hvor der i nyere tid har været drevet stævningskov, altså skovdrift med fremvækst af nye træer fra rødderne af fældede træer. De store moser har ikke alene skjult en lang række spor af stenalderbopladser, men man har ligeledes fundet to velbevarede moselig: Ellingpigen, og Tollundmanden. De er fundet cirka 100 meter fra hinanden, men Ellingpigen er noget ældre end Tollundmanden. Sidstnævnte kan ses på Silkeborg Museum.
Historisk har Engesvang været præget af at ligge på Hærvejen. Det tidlige forløb af Hærvejen gik øst om Bølling Sø fra Funder gennem Stenholt Skov. Senere, efter bygningen af bro og mølle ved Klode Mølle, gik trafikken mest gennem det område der i dag er Engesvang by (Gl. Kongevej). Hærvejen har desuden betydet, at egnen en overgang var plaget af pest og hærgende soldater, som førte til at sognet i 1300-tallet blev næsten mennesketomt og at kirken ligeledes forfaldt. Først for godt 100 år siden blev Engesvang igen et selvstændigt sogn med egen kirke bygget på samme sted som middelalderkirken. Indflydelsen fra Hærvejen er tema for Kulturprojektet Korsveje som er et projekt under opbygning i 2007.